# 伊勢濱部屋
伊勢濱部屋（日語：いせがはまべや），是日本相撲協會底下、隸屬於伊勢濱一門的相撲部屋，同時為伊勢濱一門的領導者，前身為安治川部屋（あじがわべや）。伊勢濱部屋以它嚴格的訓練聞名，培養出了兩位橫綱日馬富士與照之富士。
如果您要找的是1929年至2007年1月間存在的同名之相撲部屋，請參照「伊勢濱部屋 (1929-2007)」。

## 歷史沿革

### 安治川部屋時期
現役時期隸屬於宮城野部屋的前關脇・陸奧嵐，在1976年3月場所後退役，並繼承年寄・安治川（第3代）。3代安治川在繼承年寄後，從宮城野部屋移籍至友綱部屋，並在1979年4月獨立並創立安治川部屋。1990年7月場所之後，因第16代春日山（元幕内・大昇）達到年齡限制而退休，春日山部屋隨之關閉，所屬的幕内力士春日富士也移籍至安治川部屋，春日富士因此成為安治川部屋的第一名關取力士，但第3代安治川在退休前，始終沒有培養出該部屋出身的關取力士。1993年4月，第3代安治川以健康問題的理由宣布退休。
第3代安治川退休後，現役時期隸屬於大島部屋的同鄉、第63代橫綱・旭富士繼承了年寄・安治川（第4代）與安治川部屋。前代親方時期入門的弟子陸奥北海在之後晉升十兩。1997年7月，繼承年寄・春日山的春日富士自安治川部屋獨立，並再次創立春日山部屋。2000年時，第4代安治川親自培養出的弟子安美錦晉升為關取、之後安壯富士、安馬（後來的日馬富士）等人也接連晉升。

### 伊勢濱部屋時期
1929年由第5代伊勢濱（前關脇・清瀨川）創立的伊勢濱部屋在2007年2月1日關閉。同年11月30日，第4代安治川與第8代伊勢濱交換年寄名跡，成為第9代伊勢濱親方，同時部屋名稱也由安治川部屋改為伊勢濱部屋。
2008年1月場所後，第9代伊勢濱宣布部屋所屬幕下以下的力士全員，將原本四股名中慣用的「安」字改掉，兩位呼出與一位床山也同時改名。第9代伊勢濱也說，有幕内、十兩經驗的力士們「等晉升時再改名」。同年11月場所後，安馬晉升為大關，同時將四股名改為日馬富士。之後，安壯富士在2011年1月引退、安美錦在2019年7月場所後引退，部屋裡已沒有四股名中有「安」的力士，現在部屋的力士大多將「富士」放在四股名尾。
2012年9月場所後日馬富士晉升為第70代横綱，代表部屋的第一位橫綱誕生。之後部屋接連吸收了2013年3月25日關閉的間垣部屋，以及2015年2月1日關閉的朝日山部屋。其中移籍自間垣部屋的照之富士（間垣部屋時代的四股名為若三勝）在2021年7月場所後晉升為第73代横綱。
部屋的關脇安美錦後來分家成立安治川部屋。
2024年3月場所，新入幕力士尊富士得第一次幕內優勝，13勝2敗。
2025年6月9日，由本部屋出身的前橫綱照之富士春雄繼承本部屋，並襲名第10代伊勢ヶ濱年寄名跡。

## 師傅

### 安治川部屋時期
- 3代：安治川 寬章（あじがわ ひろあき、關脇・陸奧嵐，青森）
- 4代：安治川 正也（あじがわ せいや、63代横綱・旭富士，青森）

### 伊勢濱部屋時期
- 9代：伊勢ヶ濱 正也（いせがはま せいや、63代横綱・旭富士，青森）
- 10代：伊勢ヶ濱 春雄（いせがはま はるお，73代橫綱・照之富士，蒙古）[1]

## 部屋下寄親方（教練）
- 宮城野 正也（いせがはま せいや、63代横綱・旭富士，青森）
- 楯山 歡之（たてやま よしゆき，前6・譽富士，青森）
- 宮城野 翔（みやぎの しょう，69代橫綱・白鵬，蒙古） ※移籍自宮城野部屋[6]

## 力士

### 有關取經驗的現役力士
- 寶富士大輔（關脇・青森）9代伊勢濱弟子
- 翠富士一成（前1・静岡）9代伊勢濱弟子
- 錦富士隆聖（前17・青森）9代伊勢濱弟子
- 熱海富士朔太郎（前1・靜岡）9代伊勢濱弟子
- 尊富士彌輝也（前6・青森) 9代伊勢濱弟子
- 炎鵬友哉（前4・石川）9代伊勢濱弟子 ※移籍自宮城野部屋
- 伯櫻鵬哲也（前9・鳥取）9代伊勢濱弟子 ※移籍自宮城野部屋

### 橫綱
- 日馬富士公平（70代橫綱・蒙古）4代安治川→9代伊勢濱弟子
- 照之富士春雄（73代橫綱・蒙古）9代伊勢濱弟子 ※移籍自間垣部屋

### 關脇
- 安美錦龍兒（青森）4代安治川→9代伊勢濱弟子

### 前頭
- 春日富士晃大（前1・宮城）3代、4代安治川弟子 ※移籍自春日山部屋
- 照強翔輝（前3・兵庫）9代伊勢濱弟子
- 譽富士歡之（前6・青森）9代伊勢濱弟子
- 安壯富士清也（前13・青森）4代安治川→9代伊勢濱弟子

### 十兩
- 陸奧北海勝昭（十6・北海道）3代、4代安治川弟子

## 外部連結
- 相撲協會官網-部屋介紹-伊勢濱部屋 （页面存档备份，存于）
- 伊勢濱部屋官方網站 （页面存档备份，存于）
- 安美錦（現安治川親方）後援會官方部落格 （页面存档备份，存于）